# موریس کافمن
موریس کافمن (انگلیسی: Maurice Kaufmann; زاده ۲۹ ژوئن ۱۹۲۷ – درگذشته ۲۱ سپتامبر ۱۹۹۷ (۷۰ سال)) یک هنرپیشه تئاتر، سینما و تلویزیون اهل بریتانیا بود. او را بیشتر برای بازی در فیلم‌های پلیسی و ترسناک می‌شناسند. وی بین سال‌های ۱۹۵۲ تا ۱۹۸۱ میلادی فعالیت می‌کرد. سپس بازنشست شد.

## زندگی شخصی
او با اونور بلکمن سال ۱۹۵۲ ازدواج و در سال ۱۹۸۱ طلاق گرفت. اولین کار مشترک آن‌ها در سال ۱۹۷۱ پخش شد. آن دارای ۲ فرزند بودند.

## مرگ
موریس کافمن در سال ۱۹۹۷ در لندن درگذشت. علت مرگ او سرطان بود. در زمان مرگ وی ۷۰ سال داشت.